# Saint-Georges-le-Gaultier
Saint-Georges-le-Gaultier là một xã trong tỉnh Sarthe ở tây bắc nước Pháp. Xã này nằm ở khu vực có độ cao từ 84-174 mét trên mực nước biển.